# Qualificazioni ai Giochi della XVIII Olimpiade (CAF)
Di seguito sono elencati gli incontri con relativo risultato della zona africana (CAF) per le qualificazioni a Tokyo 1964.

## Formula
Le 12 partecipanti vennero divise in tre gironi da quattro squadre ciascuno. Il formato prevedeva due turni eliminatori, composti da spareggi A/R. In caso di pareggio, era previsto un terzo incontro in campo neutro.
Le vincenti di ogni girone si sarebbero qualificate alle Olimpiadi.

## Risultati

### Gruppo 1
La Rhodesia si ritirò prima di giocare i propri incontri.

#### Primo turno eliminatorio
|  | Uganda | 1 – 4 | Rep. Araba Unita |  |

|  | Rep. Araba Unita | 3 – 1 | Uganda |  |

|  | Sudan | – | Rhodesia |  |

|  | Rhodesia | – | Sudan |  |

Passano il turno Rep. Araba Unita (7-2) e Sudan (ritiro della Rhodesia).

#### Secondo turno eliminatorio
|  | Rep. Araba Unita | 4 – 1 | Sudan |  |

|  | Sudan | 3 – 3 | Rep. Araba Unita |  |

Si qualifica la Rep. Araba Unita (7-4).

### Gruppo 2

#### Primo turno eliminatorio
|  | Liberia | 4 – 5 | Ghana |  |

|  | Ghana | 1 – 0 | Liberia |  |

|  | Dahomey | 2 – 2 | Tunisia |  |

|  | Tunisia | 1 – 1 | Dahomey |  |

| Casablanca | Dahomey | 1 – 1 (d.t.s.) | Tunisia |  |

Passano il turno Ghana (6-4) e Tunisia (4-4, dopo sorteggio).

#### Secondo turno eliminatorio
|  | Ghana | 2 – 0 | Tunisia |  |

|  | Tunisia | 2 – 1 | Ghana |  |

Si qualifica il Ghana (3-2).

### Gruppo 3

#### Primo turno eliminatorio
|  | Kenya | 4 – 3 | Etiopia |  |

|  | Etiopia | 7 – 1 | Kenya |  |

|  | Nigeria | 3 – 0 | Marocco |  |

|  | Marocco | 4 – 1 | Nigeria |  |

| Dakar | Marocco | 2 – 1 | Nigeria |  |

Passano il turno Etiopia (10-5) e Marocco (6-5, dopo spareggio).

#### Secondo turno eliminatorio
|  | Etiopia | 0 – 1 | Marocco |  |

|  | Marocco | 1 – 0 | Etiopia |  |

Si qualifica il Marocco (2-0).